# Tha Dogg Pound
The Dogg Pound, también conocido como Dogg Pound Ganstas, Dogg Pound Gangsta Crip, o simplemente DPG o DPGC, es un dúo de rap formado por Kurupt y Daz Dillinger. El grupo ha dado lugar a una gran familia conformada por Kurupt, Daz Dillinger, Warren G, Nate Dogg, RBX, Lady of Rage, Snoop Dogg, Soopafly, Tray Deee, Bad Azz, Lil' 1/2 Dead, Lil C-Stylel, E-White, Goldie Loc, Wayniac & Trip Loc llamada Dogg Pound Gangsta Clique o DPGC.

## Carrera

### 1991-2006: Inicios
Como miembros de Death Row Records que eran, aparecieron por primera vez en escena en 1992, en el primer álbum de Dr. Dre, The Chronic, en varios temas, al igual que en el Doggystyle de Snoop o en las bandas sonoras de Murder Was The Case y Above The Rim. Su primer álbum, Dogg Food, fue editado en 1995, un álbum cargado de letras sexuales y violentas, machismo y alarde de la vida al límite. El trabajo tuvo una gran acogida, prueba de ello son los 3 millones de discos vendidos y los dos éxitos "Let's Play House" y "New York, New York", con la colaboración de Nate Dogg y Snoop, respectivamente. Poniendo la guinda a un disco bien rimado por los dos componentes y bien producido por DJ Pooth. La temática es la arquetípica en el gangsta rap: machismo, las mujeres reducidas al objeto de placer, bravuconería y alarde de una vida al límite. Muchos consideran este "Dogg Food" como uno de los mejores discos de gansta rap de la historia.

### 1999-2002: Dejando a Death Row
En 1996, Daz Dillinger participó en el debut de Death Row Records, el doble CD de 2Pac, All Eyez on Me, donde formó parte del equipo de producción del disco. 
Pero 1998 ambos iniciaron sus carreras musicales en solitario, dejando Death Row Records. Kurupt empezó en Antra Records y Daz en D.P.G. Recordz, su propio sello. Daz publicó Retaliation, "Revenge & Get Back" (1998) y Kurupt, "Kuruption!" (1998), mucho menos productivos que Dogg Food. Un año después, Kurupt consiguió buenos resultados con "Tha Streetz Iz a Mutha" (1999) mientras que Daz sacó R.A.W. (1999). Con D.P.G. Recordz, también publicaron Dillinger & Young Gotti en 2001. Ese mismo año también salió a la luz, con Death Row, el Dogg Pound: "2002", disco que recoge temas de diversas épocas del dúo. Participan Snoop, Nate Dogg, Tupac, Jay-Z y Xzibit entre otros. Un disco interesante, aunque no supera al primer disco del grupo.
Más tarde el grupo saco Dillinger and Young Gotti que tampoco superó al primer disco, pero igualmente tenía buenas calificaciones.

### 2003-2004: Beef interno
En 2003, surgió una pelea entre ellos. Partió cuando Kurupt regresó a Death Row Records como vicepresidente de Suge Knight en 2004, Snoop Dogg, quien tenía una rivalidad con Suge decidió a que Snoop pensaba que él era el asesino de su amigo y compañero Tupac Shakur, así que cuando se enteró de la asignación de Kurupt a Death Row, empezó a insultarlo de traidor además de insultar a Suge en la canción Pimp Slapp'd, considerada un Diss a Death Row Records. Daz empezó a insultar a Death Row en la canción U Ain't Shit con Bad Azz donde también mencionaba variadas veces a Kurupt. Kurupt lanzó un EP de Against tha Grain bajo Death Row llamado Against tha Grain – The E.P, donde lanzó un diss llamado No Vaseline Part 2, basado en No Vaseline de Ice Cube (Diss a N.W.A., debido a que estos "traicionaron a Ice Cube), y con los instrumentales de G'z And Hustla'z de Snoop Dogg, donde trata de traidor a Daz, Snoop y Soopafly.
El Beef duro hasta 2004, donde finalmente DPG se reconcilió.

## La evolución del grupo entre 1993-1995
Antes del "The Chronic" de Dr. Dre, Tha Doggpound consistía en Dat Nigga Daz, Kurupt, Snoop, Lady of Rage y RBX, pero cuando Snoop debutó con "Doggystyle" en 1993, la banda se quedó en Daz, Kurupt y Rage.
Idéntica situación sucedió con Lady of Rage, que debutó en 1994 en Death Row con "Afro Puffs", dejando Tha Doggpound y reduciéndolo sólo a Daz y Kurupt.
Finalmente, en 1995, Daz y Kurupt sacaron su triunfador primer álbum "Dogg Food" bajo Death Row Records. Cuando murió 2pac, algunos creyeron que Tha Dogg Pound podría llevar las riendas de Death Row.

## Separación
Se separaron en noviembre de 2006.

## Reunión
Se reunieron el 29 de agosto de 2011.

## Álbumes

### Álbumes de estudio
- 31 de octubre de 1995: Dogg Food
- 1 de mayo de 2001: Dillinger & Young Gotti
- 1 de noviembre de 2005: Dillinger & Young Gotti II: Tha Saga Continuez...
- 2006 "cali is active"
- 3 de julio de 2012: Doggy Bag

### Álbumes recopilatorios
- 2001: 2002 (álbum de Tha Dogg Pound)|2002
- 2004: The Last of Tha Pound

- Datos: Q1070141